# Amphoe Lao Khwan
Lao Khwan (เลาขวัญ) est un district (Amphoe) situé dans la province de Kanchanaburi, dans l'ouest de la Thaïlande.
Le district est divisé en 7 tambon et 82 muban. Il comprenait près de 55 000 habitants en 2005.